# Wołanie w górach
Wołanie w górach – książka Michała Jagiełły, taternika i ratownika górskiego TOPR, opisująca wypadki i akcje ratownicze w polskich Tatrach.
Książka podzielona jest na rozdziały przypisane do różnych partii gór. Na początku znajduje się rozdział zatytułowany „Gałązka kosodrzewiny”, poświęcony najdawniejszym wypadkom tatrzańskim (do roku 1914). Na końcu są umieszczone osobne rozdziały dotyczące wypadków lawinowych i jaskiniowych oraz poszukiwań zaginionych ludzi. Większość wypadków dotyczy wspinaczy, część turystów. Dużo materiału do książki pochodzi z oficjalnej Księgi Wypraw prowadzonej przez TOPR. Opisywane zdarzenia są przeplatane refleksjami autora na temat turystyki górskiej, motywacji i granic możliwości człowieka. W narracji często nawiązuje on dialog z czytelnikiem, przestrzegając przed rozmaitymi błędami. Przekazuje także wiele informacji na temat działalności TOPR.
Pierwsze wydanie ukazało się w 1979 roku nakładem wydawnictwa Sport i Turystyka (20 275 egz.). W kolejnych latach ukazywały się następne wydania, uzupełniane o opisy nowych wypadków i akcji ratowniczych, czemu towarzyszył wzrost objętości książki (od 248 stron w wydaniu pierwszym do 964 w wydaniu dziewiątym). Treść została również wzbogacona o rozdział Gałązka kosodrzewiny, wcześniej wydany jako samodzielna publikacja. Począwszy od czwartego wydania książka była wydawana przez Wydawnictwo Iskry. Wydanie dziewiąte ukazało się w 2019, trzy lata po śmierci autora. Zostało ukończone przez jego córkę Dominikę Jagiełło przy współpracy Adamem Maraskiem i Krzysztofem Wojnarowskim.